# Julijska revolucija
Francoska revolucija iz leta 1830, bolje poznana kot julijska revolucija (francosko révolution de Juillet), druga francoska revolucija ali pa Trois Glorieuses (trije veličastni [dnevi]), je vodila do padca francoskega burbonskega monarha Karla X. in do vzpona njegovega bratranca, Ludvika-Filipa I., ki ga je podobna usoda doletela 18 let kasneje.
Revolucija se je začela s protesti, ko je v ponedeljek, 26. julija 1830 kralj Karel X. razpustil parlament ter ukinil svobodo tiska. Vse bolj brezposelno ljudstvo se je podalo na ulice, že naslednji dan pa se je protest sprevrgel v revolucijo. Ta je trajala od 27. do 29. julija, dan po koncu pa je Karel X. podpisal svoj odstop. Bila je najkrajša izmed francoskih revolucij, njen najbolj znan prikaz pa je Delacroixova slika Svoboda vodi ljudstvo. Po revoluciji se je francoska trobojnica, ki so jo uporabljali protestniki, spet uveljavila kot uradna zastava Francije. Nadomestila je namreč belo burbonsko zastavo, ki so jo burbonski monarhi postavili za uradno zastavo leta 1815.